# نجیب انسی ساویرس
نجیب انسی ساویرس (به عربی: نجيب انسى ساويرس) (زاده ۱۵ ژوئن ۱۹۵۴) کارآفرین، سرمایه‌دار و مدیر ارشد اجرایی مصری است، که در سال ۱۹۹۸ شرکت گلوبال تلکام را تأسیس نمود.
وی هم‌اکنون با دارایی خالص ۲٫۸ میلیارد دلار به‌عنوان سومین فرد ثروتمند مصر شناخته می‌شود.

## زندگی‌نامه
نجیب انسی ساویرس بزرگترین فرزند از سه برادر است. برادران وی نسیم ساویرس و سمیح ساویرس هستند. وی فرزند اونسی ساویرس است که گروه اوراسکوم را تأسیس کرده است.